# ليبوف
ليبوف libuv هي عبارة عن مكتبة لغة البرمجة C متعددة المنصات توفر دعمًا لعمليات الإدخال / الإخراج غير المتزامنة استنادًا إلى حلقات الأحداث . وهو يدعم epoll(4) و kqueue(2) و ويندوز IOCP ومنافذ أحداث سولاريس ولينكس io_uring . تم تصميمه بشكل أساسي للاستخدام في مكتبة نود.جي إس ولكنه يستخدم أيضًا في مشاريع البرامج الأخرى. كان في الأصل تجريدًا حول ليبيف أو مايكروسوفت IOCP ، حيث لا يدعم ليبيف IOCP على Windows. في إصدار node-v0.9.0 من libuv ، تمت إزالة التبعية على ليبيف.

## المميزات
من مميزات مكتبة ليبوف:
- حلقة أحداث كاملة الميزات مدعومة بـ epoll و kqueue و IOCP ومنافذ الأحداث
- مآخذ بروتوكول التحكم بالنقل وبروتوكول حزم بيانات المستخدم غير المتزامنة
- وضوح نظام أسماء النطاقات غير المتزامن
- عمليات نظام الملفات والملفات غير المتزامنة
- أحداث نظام الملفات
- يتحكم رمز الهروب من ANSI في TTY
- IPC مع مشاركة المقبس ، باستخدام مآخذ مجال Unix أو الأنابيب المسماة (Windows)
- العمليات التابعة
- تجمع التشعبات الحوسبية
- التعامل مع الإشارات
- ساعة عالية الدقة
- أساسيات الترابط والتزامن

## أصل الاسم
وفقًا لمطور ليبوف Ben Noordhuis ، لم يكن لاسم libuv في الأصل معنى محددًا ، ولكن نظرًا لأن الناس ظلوا يسألون عنه ، فقد اختلقوا شيئًا ما. لقد توصلوا إلى حصان وحيد القرن فيلوسيرابتور ، الذي أصبح شعارًا للمكتبة وتم اقتاس الاسم منها.

## أنظر أيضا
- ليبيف

## روابط خارجية
- الموقع الرسمي
- libuv على غيت هاب
- An Introduction to libuv
- libuv API documentation
- libuv design overview